# Середньовічна археологія
Середньовічна археологія — дослідження людства через його матеріальну культуру, що спеціалізується на періоді європейського середньовіччя. У найширшому вигляді період охоплює період з V по XVI століття і відноситься до постримських, але досучасних залишків. Цей період охоплює потрясіння, викликане падінням Західної Римської імперії та таких культур, як вікінги, сакси та франки. Археологи часто спеціалізуються на вивченні або раннього середньовіччя (період переселення народів), або високого середньовіччя та пізнього середньовіччя, хоча багато проектів і фахівців переходять ці хронологічні межі. Багатий характер середньовічних писемних пам'яток означає, що археологію часто розглядають як «служницю історії», особливо в Пізньому Середньовіччі. Аналіз матеріальної культури може збагатити або поставити під сумнів письмові свідчення середньовіччя, тому ці два джерела свідчень потрібно використовувати разом. Середньовічна археологія досліджувала розвиток середньовічних поселень, зокрема розвиток середньовічних міст, монастирів і замків. Це також сприяло розумінню поширення та розвитку християнського чернецтва в період середньовіччя.

## Історія вивчення середньовічної археології
Товариство середньовічної археології (Велика Британія) засноване в 1957 році. Щоб відсвяткувати 50-річчя, кілька публікацій досліджували історію товариства та суб-дисципліни. Книга Крістофера Джеррарда «Середньовічна археологія» 2003 року також описує рух у Великій Британії від антикваріанства через вікторіанське середньовіччя до появи середньовічної археології як субдисципліни у ХХ столітті. Мішель де Буар, Університет Кан-Нормандія, Практична школа вищих досліджень та Польська академія наук відіграли важливу роль у становленні середньовічної археології як галузі у Франції в другій половині ХХ століття.

## Сфери знань
Вивчення середньовічної археології часто зосереджується на конкретних типах поселень.

### Сільські поселення та ландшафти
Структура середньовічних сільських поселень часто сильно відрізнялася від сіл сучасного часу. Це стосується архітектури, контурів поселень і соціальної структури.

### Міста
Існує широкий спектр доміських і міських поселень середньовіччя (наприклад, ранньосередньовічні торгові місця на Північному та Балтійському морях, колишні римські міста та заснування міст пізнього середньовіччя).
Важливим напрямком досліджень є міська археологія в нині існуючих містах, яка визначається рятівною археологією.

### Замки
Замки — це середньовічні укріплені споруди.

### Церковна і монастирська археологія
У Великій Британії розпуск монастирів залишив багато монастирських місць занедбаними. Там, де монастирі збереглися або були переобладнані для інших цілей, для вивчення їхньої історії також застосовується «археологія будівель». Середньовічні монастирі часто володіли великими маєтками, і вивчення монастирських ландшафтів є сферою спеціалізованих досліджень. У середньовічній монастирській і церковній археології було дві основні хвилі досліджень: 1970—1995 рр. і 1995 р. — дотепер. Перша хвиля перебувала під впливом ландшафтної історії та процесуальної археології; дослідження зосереджувалися переважно на історичних, економічних та технологічних питаннях і були спрямовані на вивчення окремих об'єктів і пам'яток. Друга хвиля була інформована пост-процесуальними підходами і розглядає зміни та складність релігійних ландшафтів, а також перспективи релігійного простору, втілення та агенції.

## Подальше читання
- Poisson, Jean-Michel (19 грудня 2017). Medieval archaeology and the history of material culture: forty years later. Palethnologie (9). doi:10.4000/palethnologie.332.